# Y Muscae
Y Muscae är en eruptiv variabel av RCB-typ (RCB)p i stjärnbilden Flugan.
Stjärnan har magnitud +10,5 och når i förmörkelsefasen ner till +12,1. 